# トレイ・ムーア
ウォーレン・ニール・ムーア3世（Warren Neal "Trey" Moore III, 1972年10月2日 - ）は、アメリカ合衆国テキサス州ヒューストン出身の元プロ野球選手（投手）。左投左打。

## 経歴

### プロ入り前
1991年のMLBドラフト55巡目（全体1392位）でテキサス・レンジャーズから指名されたが、契約せずにテキサスA&M大学へ進学した。
大学時代は投手だけでなく一塁手としても先発出場することがあった。1994年のMLBドラフト2巡目（全体48位）でシアトル・マリナーズに指名されて契約。

### メジャー時代
1998年、モントリオール・エクスポズでメジャー初昇格。同年には代打として起用されたこともある（結果は三振）。
2001年、アトランタ・ブレーブスに移籍。同年12月8日に翌2002年から阪神タイガースでプレーすることが決まった。

### 阪神時代
来日1年目の2002年は先発ローテーション投手として27試合に登板し、規定投球回にも到達して10勝11敗、防御率3.33の成績を挙げた。
2003年は前年より調子を落とし、規定投球回を逃したものの2年連続となる10勝を挙げ、チームのリーグ優勝に貢献した。日本シリーズでは第3戦と7戦に先発した。第3戦は和田毅からチーム初安打を放った。本業のピッチングでは勝ち投手にならなかったものの7回1失点と好投した。しかし、第7戦は3回5失点と打ち込まれ、敗戦投手となってしまい日本一を逃した。同年シーズン終了後の11月28日に阪神を退団することが発表された。

### オリックス時代
2003年12月25日に2年連続二桁勝利の実績を買われ、投手陣が弱点だったオリックス・ブルーウェーブに移籍した。背番号は49。
2004年は6勝しか挙げられず防御率も6点台と不振で16試合の登板に終わった。オフに大阪近鉄バファローズと合併することに伴い、9月16日解雇された。

### 引退後
現役引退後は地元テキサスで野球教室のコーチとしてピッチングとバッティングを教えている。

## 打撃について
阪神時代は2年連続で2桁勝利を挙げ先発の一角として活躍した一方で、非常に打撃センスにも長けており通算打率は.295と3割近い成績を残している。また2003年シーズンに至っては規定打席未到達ながらも打率.326と野手顔負けの記録を叩き出している。この影響から同年のオールスターゲームファン投票においては、本業が投手ながらも一塁手部門で3位に選ばれる事態となった(1位は桧山進次郎、2位は清原和博)。ムーア自身も非常に打撃が好きだったようで「投げたいより打ちたくて交代に文句を言った」事もあったという。
2002年5月31日のヤクルト戦では三塁打を放っているが、阪神に在籍していた歴代の投手において三塁打を記録したのはマット・キーオ以来12年ぶり2人目であった。
2002年シーズンにおいては猛打賞を年間で2度記録しているが、投手で猛打賞を年間2度記録したのは1985年シーズンの川口和久以来実に17年ぶりの快挙であった。
2003年5月17日の巨人戦では4回裏1死一、二塁という状況で自ら左前打を放って貴重な1点をもぎ取り、先発としても8回4安打無失点と好投し、最終的には1-0で勝利して投打に渡る活躍を見せた。
このように安定した打撃成績を残していたが本塁打を記録した事は一度もなく、典型的なアベレージヒッターであった。
オリックスとの契約時においてはその打撃センスを買われ、指名打者制を採用しているパ・リーグの球団としては異例となる投手登録の選手への打撃査定が導入された。しかし当時監督を務めていた伊原春樹が「いい打撃をしているが、野手に失礼になる」とムーアの入団会見時に打者としては起用しない事を明言した為、結局オリックス時代は1度も打席に立つ事なくユニフォームを脱いだ。

## 詳細情報

### 年度別投手成績
| 年 度    | 球 団      | 登 板 | 先 発 | 完 投 | 完 封 | 無 四 球 | 勝 利 | 敗 戦 | セ 丨 ブ | ホ 丨 ル ド | 勝 率 | 打 者 | 投 球 回 | 被 安 打 | 被 本 塁 打 | 与 四 球 | 敬 遠 | 与 死 球 | 奪 三 振 | 暴 投 | ボ 丨 ク | 失 点 | 自 責 点 | 防 御 率 | W H I P |
| -------- | ---------- | ----- | ----- | ----- | ----- | -------- | ----- | ----- | -------- | ----------- | ----- | ----- | -------- | -------- | ----------- | -------- | ----- | -------- | -------- | ----- | -------- | ----- | -------- | -------- | ------- |
| 1998     | MON        | 13    | 11    | 0     | 0     | 0        | 2     | 5     | 0        | --          | .286  | 277   | 61.0     | 78       | 5           | 17       | 3     | 1        | 35       | 2     | 0        | 37    | 34       | 5.02     | 1.56    |
| 2000     | MON        | 8     | 8     | 0     | 0     | 0        | 1     | 5     | 0        | 0           | .167  | 178   | 35.1     | 55       | 7           | 21       | 1     | 4        | 24       | 1     | 1        | 31    | 26       | 6.62     | 2.15    |
| 2001     | ATL        | 2     | 0     | 0     | 0     | 0        | 0     | 0     | 0        | 0           | ----  | 21    | 4.0      | 7        | 0           | 2        | 0     | 0        | 1        | 1     | 0        | 5     | 5        | 11.25    | 2.25    |
| 2002     | 阪神       | 27    | 27    | 4     | 2     | 0        | 10    | 11    | 0        | --          | .476  | 760   | 181.1    | 165      | 19          | 60       | 2     | 7        | 116      | 7     | 0        | 76    | 67       | 3.33     | 1.24    |
| 2003     | 阪神       | 21    | 20    | 1     | 1     | 0        | 10    | 6     | 0        | --          | .625  | 493   | 111.2    | 122      | 7           | 39       | 1     | 5        | 94       | 3     | 0        | 59    | 54       | 4.35     | 1.44    |
| 2004     | オリックス | 16    | 16    | 1     | 0     | 0        | 6     | 6     | 0        | --          | .500  | 409   | 83.2     | 105      | 12          | 57       | 1     | 8        | 63       | 4     | 0        | 68    | 58       | 6.24     | 1.94    |
| MLB：3年 | MLB：3年   | 23    | 19    | 0     | 0     | 0        | 3     | 10    | 0        | 0           | .231  | 476   | 100.1    | 140      | 12          | 40       | 4     | 5        | 60       | 4     | 1        | 73    | 65       | 5.83     | 1.79    |
| NPB：3年 | NPB：3年   | 64    | 63    | 6     | 3     | 0        | 26    | 23    | 0        | --          | .531  | 1662  | 376.2    | 392      | 38          | 156      | 4     | 20       | 273      | 14    | 0        | 203   | 179      | 4.28     | 1.45    |

### 通算打撃成績
MLB
- 23試合、打率.231、26打数6安打0打点

NPB
- 48試合、打率.295、105打数31安打11打点

※試合数は打席に立たなかったオリックス時代を除く

### 表彰
NPB
- オールスターゲーム優秀選手賞：1回 （2002年第1戦）

### 記録
MLB投手記録
- 初登板・初先発：1998年4月5日、対シカゴ・カブス3回戦（リグレー・フィールド）、3回2/3を4失点で敗戦投手
- 初奪三振：同上、1回裏にホセ・ヘルナンデスから空振り三振
- 初勝利：1998年4月15日、対ミルウォーキー・ブルワーズ4回戦（オリンピック・スタジアム）、6回2失点

NPB投手記録
- 初登板・初先発・初勝利：2002年3月31日、対読売ジャイアンツ2回戦（東京ドーム）、6回1失点
- 初奪三振：同上、1回裏に二岡智宏から空振り三振
- 初完投勝利：2002年4月6日、対ヤクルトスワローズ2回戦（明治神宮野球場）、9回1失点
- 初完封勝利：2002年5月25日、対中日ドラゴンズ9回戦（ナゴヤドーム）（被安打1（バンチによる安打のみ）[9]）

NPB打撃記録
- 初打席・初安打：2002年3月31日、対読売ジャイアンツ2回戦（東京ドーム）、3回表に工藤公康から右前安打
- 初打点：2002年4月20日、対読売ジャイアンツ4回戦（阪神甲子園球場）、6回裏に西山一宇から右前適時打

NPBその他の記録
- オールスターゲーム出場：1回 （2002年）

### 背番号
- 29（1998年、2000年）
- 50（2001年）
- 17（2002年 - 2003年）
- 49（2004年）